# Atirat
Atirat (ugariti ’aṯrt, változatai Athirath és Asirath, esetleg kṯrt, Katharat, Kotharat, Kotharot) Ugarit városának helyi istennője, Istár – illetve Astarté – helyi változata. Termékenységisten és anyaistennő. Teljes neve Rabat Atirat Jammi (rbt ʼaṯrt ym, vokalizálva rabat ʼaṯirat yammi, azaz „A Tenger Úrnője”). Másik neve Élat (’ílt), mivel Él felesége. Él később Elohímként a Bibliába is bekerült, és vele felesége is, Asera néven. Gyakori jelzője az „Istenek Anyja” (qnyt ’ílm vagy ’um. ’íl[m]), a „Teremtettek Teremtője” (bny bnwt) és a „Tenger Úrnője” (rbt. ’aṯrt ym).
Nem tudni, hogy Ugaritba milyen irányból érkezett a tisztelete. Az Istár és Asera nevekhez hasonló változatok már az i. e. 16. században ismertek voltak a hurrik előtt, amint azt Kirta mítosza bizonyítja. Az i. e. 15. században az amorita Jamhadot felváltó és Ugaritra nagy hatással lévő Mukisban Idrimi Alalah hölgyeinek tiszteletét hirdette, akik Hebat és Ishara, a helyi Istár voltak. Nem kizárt, hogy közvetlenül Mukisból került Ugaritba ez az Istár-változat. Az i. e. 14. században a hettitáknál Aszerdusz vagy Aszertu néven fordul elő az Aszerdusz és a Viharisten mítoszban. E mítosz említi Aszerdusz hetvenhét gyermekét (šb ’m. bn. ’aṯrt) és az ugariti szövegek úgy tartják, hogy Atiratnak hetven gyermeke volt. E hetvenes szám összevethető az Él mítoszokban említett Él-fiakkal. Ekkor már biztosan egyidejűleg Hattiban, Ugaritban és a későbbi Fönícia területén is létezett a kultusz.
Atirat kultusza az i. e. 12. század elejéig, Ugarit megsemmisüléséig állt fenn. A rasz samrai ásatások révén, 1928-tól tudunk róla. A Baál–mítoszban tizenkét alkalommal szerepel. Főszereplője Nikal és Jarih házasságának Az istenek születése című ugariti eposzban. Az ugariti mítoszban jól felismerhetően nem azonos Istárral, de a későbbi, már nem ugariti változatokban – amelyekben Asera a neve – már összemosódik vele. Ennek ellenére Istár és Atirat–Aserah mégis önálló kultuszokkal rendelkeztek egészen a hellenizmus koráig.

## Külső hivatkozások
- Zack Pesavento: The Ugaritic Pantheon